# Gramofonska ploča
Gramofonska ploča, vinil (kada je izrađena od polivinilnog klorida), ili ploča je vrsta analogne pohrane zvuka, koje je zapisano moduliranjem spiralne brazde koje započinju na rubu ploče i završavaju blizu središta ploče. Kroz razvoj ove tehnike zapisa razvijene su različite veličine ploča i obično se izražavaju u colima, tako imamo veličine 12 cola (12-inch), 10, 7, itd. Isto tako postoji podjela u odnosu na rotacijsku brzinu ploče u minuti: 33 1/3, 45, 78, kapaciteta (Long play - dugo sviranje), reprodukcijske kvalitete, te po broju audio kanala ("Mono", "Stereo", "Quardophonic", itd).

## Podjela
Long Play
Dugosvirajuća gramofonska ploča promjera 30 centimetara ili 12 inča. Okreće se na brzini 33 1/3 okretaja u minuti. Do pojave CD-a LP bio je vodeći diskografski format za pohranu kompleksnijih glazbenih dijela.
Singl
Gramofonska ploča promjera 17 centimetara koja se okreće na brzini od 45 okretaja u minuti. Na svakoj strani sadrži po jednu skladbu. Izlaskom CD na tržište nastaje inačica CD singla kao zamjena za vinilno izdanje.
Extended play
Maksi singl promjera je 30 centimetara i okreće se pri brzini od 45 okretaja u minuti. Veći je od singla formata, to jest isti kao LP format te u pravilu sadrži četiri skladbe.

## Proizvodnja
Produkcija gramofonskih ploča najčešće počinje tako da se snimi originalna snimka u studiju ili koncertnoj dvorani. Kako bi se uspjelo kontrolirati kvalitetu zvuka, najčešće se snima instrument ili grupa instrumenata na zasebnim snimkama. Za vrijeme snimanja, moguće je kontrolirati puno karakteristika zvuka kod svake snimke.
Dogodit će se često da će zvučni inženjer snimati nekoliko zasebnih snimki jednog djela kompozicije. Nakon snimanja, on uzima snimku koja zvuči najbolje za svaki odsjek kompozicije i elektronički ih spoji. Koristi proces zvan mixdown da smanji broj snimki na dvije koje su potrebne za stereofonsku ploču.
Idući korak u stvaranju gramofonske ploče je lak. Lak je (ovdje) aluminijski disk premazan nitroceluloškim lakom. Prazni lak se okreće na rotacijskoj ploči stroja zvanog tokarilica za rezanje ploča. Električni signali iz snimke se šalju u glavu za rezanje na tokarilici. Igla za rezanje na glavi za rezanje izrezuje valovite brazde koji se vrte prema sredini ploče. Ta igla je spojena na dvije električne zavojnice, a svaka zavojnica je u blizini zasebnog elektromagneta. U izradi stereo laka, električni signali koji odgovaraju desnom kanalu magnetiziraju jednu zavojnicu. Oni koji odgovaraju lijevom kanalu magnetiziraju drugu zavojnicu. Magnetske promjene u zavojnicama uzrokuju pomak igle prema dolje i prema gore i od lijeva na desno. Tako igla izreže valove za lijevi kanal na lijevoj strani brazde, i izreže valove za desni kanal na desnoj strani.
Nakon toga, metalni original je napravljen iz lak originala uz pomoć procesa koji se zove galvanizacija. U tom procesu, površina lak originala je premazana niklom. Kad se odvoji od lak originala, ta ploča nikla formira metalni original. Taj metalni orignal je negativna kopija, tj., tamo gdje lak original ima utore (brazde), metalni original ima izbočine. Pozlaćivanjem metalnog originala se dobiva "majka", pozitivna kopija lak originala. Ta "majka" je nakon toga prekrivena još nekoliko puta da se dobiju negativne kopije zvane žigosalice.
Dvije žigosalice, jedna za svaku stranu ploče, se pričvrste na hidrauličku prešu. Komad plastike se postavi između žigosalica i preše i stisne se u preši. Para koja kruži u preši omekša plastiku, koja se onda zbog toga može utisnuti pa se utisnu brazde iz žigosalica u nju. Nakon što je ploča utisnuta, ohladi se i učvrsti hladnom vodom.

## Vanjske poveznice
- Audio CD izumire, a gramofonska ploča sve popularnija - Večernji list